# Cerocoma latreillei
Cerocoma latreillei là một loài bọ cánh cứng trong họ Meloidae. Loài này được Baudi di Selve miêu tả khoa học năm 1878.